# Dusona notabilis
Dusona notabilis är en stekelart som först beskrevs av Forster 1868.  Dusona notabilis ingår i släktet Dusona och familjen brokparasitsteklar. Arten är reproducerande i Sverige. Inga underarter finns listade i Catalogue of Life.